# Sarah Kaiser

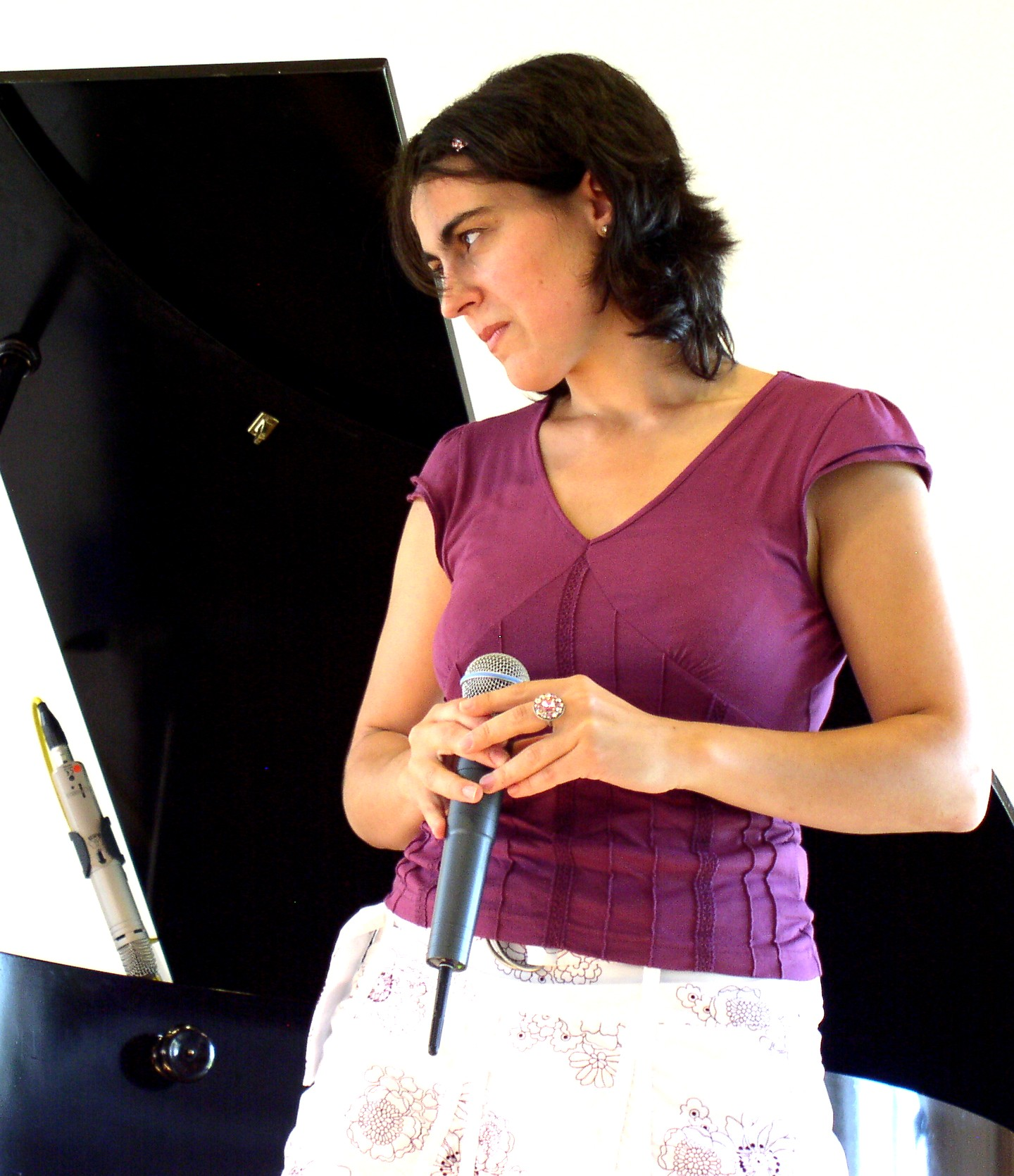
Sarah Kaiser, 2006

Sarah Kaiser (* 1974 in Berlin) ist eine deutsche Soul- und Jazzsängerin.

## Leben und Wirken
Kaiser wuchs als Tochter einer klassischen Sängerin in Berlin auf. Von 1994 bis 1995 absolvierte Kaiser ein Jazzgesangstudium bei Norma Winstone an der Royal Academy of Music in London. 1999 erlangte sie den Bachelor of Arts (BA) Abschluss über „English Writing and Music“ an der Taylor University, Indiana, USA. Von 1999 bis 2003 setzte sie ihr Jazzgesangstudium an der Hochschule für Musik „Hanns Eisler“ Berlin, bei Judy Niemack und Eleanor Forbes fort.
Gospel, Soul und Jazz sind die wesentlichen Elemente der Musik von Sarah Kaiser. Seit Mai 2001 leitet sie in Berlin den Gospelchor Soul 2 Soul. Im Jahr 2001 hatte Sarah Kaiser ihr Fernsehdebüt als Solistin in der ARD. Ihre CD Gast auf Erden mit jazzigen Neuinterpretationen der Lieder von Paul Gerhardt verkaufte sich bisher über 27.000 Mal.
Kaiser ist für ihre Solo-Konzerte zusammen mit ihrer Band hauptsächlich in Deutschland, aber auch in Österreich und der Schweiz unterwegs. 2006 führte sie eine Konzertreise bis nach Saudi-Arabien.
Seit dem Jahr 2000 bildet sie zusammen mit Kristofer Benn, Marc Secara und Esther Kaiser das Jazz Vocal Quartett Berlin Voices. Dieses Ensemble versucht in seiner Musik, die Einflüsse des Modern Jazz mit Stilelementen von Popmusik, Soul und Gospel zu verbinden. Regelmäßige Konzertreisen führten das Quartett bis nach Aserbaidschan und Estland. Auftritte erfolgten in großen deutschen Konzertsälen, unter anderem in der Frankfurter Alten Oper, dem Hamburger CCH oder dem Friedrichstadt-Palast in Berlin. Im November 2007 erfolgte die Veröffentlichung der ersten CD States of Mind mit Stücken des amerikanischen Songwriters Billy Joel. In Berlin Voices arbeitete sie auch mit der hr-Bigband unter der Leitung von Jörg Achim Keller und dem Berlin Jazz Orchestra zusammen. 
Daneben singt Kaiser auch bei verschiedenen anderen Studioproduktionen, unter anderem im Bereich der christlichen Popmusik. Außerdem unterrichtet sie Gesang, leitet Seminare und gibt Workshops für Sänger und Chöre, speziell auch zu den Themen Gospel und Improvisation. Sarah Kaiser lebt in Berlin.

## Preise
Im Januar 2004 gewann Sarah Kaiser in Gießen den Künstlerpreis der jährlichen Promikon-Musikmesse, „Best of 2003“. Im März 2011 bekam sie einen „IMPALA-Silver Award“ für 20.000 verkaufte Alben der Produktion Gast auf Erden.

## Diskografie (Auswahl)
- 2002: Be My guest (Maxi-CD)
- 2003: Gast auf Erden – Paul Gerhardt neu entdeckt (Debüt-CD)[5]
- 2005: Miracles
- 2007: Geistesgegenwart[6]
- 2007: States of Mind (mit Berlin Voices)
- 2009: Du meine Seele singe (Sampler)
- 2010: Grüner
- 2016: Freiheit – Auf den Spuren Martin Luthers (zum Reformationsjubiläum 2017)
- 2020: Vom Himmel hoch (Weihnachtsalbum mit Streichquartett)